# Бизоваць
45°36′ пн. ш. 18°28′ сх. д. / 45.6° пн. ш. 18.46° сх. д.
Бизоваць (хорв. Bizovac) – громада і населений пункт в Осієцько-Баранській жупанії Хорватії.

## Населення
Населення громади за даними перепису 2011 року становило 4 507 осіб. Населення самого поселення становило 2043 осіб.
Динаміка чисельності населення громади:
Динаміка чисельності населення центру громади:

## Населені пункти
Крім поселення Бизоваць, до громади також входять: 
- Броджанці
- Цероваць
- Црет Бизовацький
- Хаб'яновці
- Новаки-Бизовацькі
- Саматовці
- Селці

## Клімат
Середня річна температура становить 11,05°C, середня максимальна – 25,60°C, а середня мінімальна – -6,28°C. Середня річна кількість опадів – 657 мм.
| Клімат поселення                              | Клімат поселення | Клімат поселення | Клімат поселення | Клімат поселення | Клімат поселення | Клімат поселення | Клімат поселення | Клімат поселення | Клімат поселення | Клімат поселення | Клімат поселення | Клімат поселення | Клімат поселення |
| Показник                                      | Січ.             | Лют.             | Бер.             | Квіт.            | Трав.            | Черв.            | Лип.             | Серп.            | Вер.             | Жовт.            | Лист.            | Груд.            |                  |
| Середній максимум, °C                         | 5,81             | 8,04             | 12,67            | 17,26            | 22,56            | 25,60            | 25,22            | 24,87            | 20,77            | 15,37            | 9,34             | 5,42             |                  |
| Середня температура, °C                       | −0,22            | 2,00             | 6,60             | 11,20            | 16,50            | 19,56            | 21,20            | 20,86            | 16,76            | 11,36            | 5,30             | 1,40             |                  |
| Середній мінімум, °C                          | −6,28            | −4,06            | 0,56             | 5,14             | 10,46            | 13,50            | 17,20            | 16,85            | 12,75            | 7,35             | 1,30             | −2,6             |                  |
| Норма опадів, мм                              | 42               | 37               | 39               | 50               | 62               | 83               | 63               | 61               | 50               | 57               | 63               | 50               |                  |
| Середньомісячна швидкість вітру, м/с          | 2.31             | 2.60             | 2.86             | 2.76             | 2.41             | 2.21             | 2.20             | 2.00             | 2.00             | 2.10             | 2.30             | 2.40             |                  |
| Середньомісячна сонячна радіація, кДж/м²·день | 4219             | 6923             | 10916            | 15459            | 19271            | 21562            | 22113            | 20296            | 14953            | 9296             | 4713             | 3495             |                  |
| --------------------------------------------- | ---------------- | ---------------- | ---------------- | ---------------- | ---------------- | ---------------- | ---------------- | ---------------- | ---------------- | ---------------- | ---------------- | ---------------- | ---------------- |
| Джерело:                                      |                  |                  |                  |                  |                  |                  |                  |                  |                  |                  |                  |                  |                  |